# Big and Little Wong Tin Bar
Big and Little Wong Tin Bar (xinès tradicional: 黄天霸 大小) és una pel·lícula del 1962 de Hong Kong. La pel·lícula és coneguda per ser la primera en què apareix Jackie Chan (tenia vuit anys). És una pel·lícula perduda, ja que no queden còpies.

## Argument
Jackie va mostrar un clip en una entrevista el 1961. Hi havia 3 escenes que implicaven Jackie i alguns nens. Lluita amb algú més gran i canta. Algunes seqüències d'aquesta pel·lícula es mostren a Jackie Chan: My Story.

## Repartiment
- Jackie Chan
- Sammo Hung
- Li Hua Li

## Rodatge
- Lloc: Hong Kong
- Llengua: Xinès cantonès
- Vídeo: Blanc i negre
- So: Mono